# レホボス教会
レホボス教会 (英語: Rehoboth Church) は、アメリカ合衆国ウェストバージニア州モンロー郡に位置し、郡庁所在地のユニオンから東に2マイル (3.2 km)ほど離れたログハウス様式の歴史的建造物で、メソジストの教会堂。
1974年、アメリカ合衆国国家歴史登録財に登録され 、ウェストバージニア州に現存する最も古い教会堂として知られる。

## 前史
1784年後半、新たに到着した植民者たちはユニオン近郷にメソジスト教会を組織した。植民者たちは協力し、1785年には建築を主導したエドワード・ケーナンの土地に教会堂を建築した。ケーナンは教会堂とその墓地の敷地を教会に寄付した。
1786年、教会堂はアメリカ合衆国で最初のメソジストの監督であるフランシス・アスブリーによって献呈された。完成後に教会はメソジスト運動の中心となった。アスブリーは教会完成後の10年の間に少なくとも3度は訪れ、年会をこの教会で主導した。

## 建築
レホボス教会は、バージニア植民地西部の初期入植者に用いられていた丸太組み技術が用いられているヴァナキュラー建築である。内装は、平らに削られた木材で作られた説教壇が主役となっており、説教壇は一段高く作られ、身廊・回廊の両方からの視認性を最大限高めている。3つの側面には追加の席を置けるように回廊が連なり、南北戦争の頃には奴隷たちの席として利用された。身廊の南西の角には、教会側面と後壁に据えられた2つの大きな丸太と小さな支柱で支えられた回廊へとつながる梯子が固定されている。これらの丸太は末端が菱形に削られている。説教壇の他の唯一の内装は、半分に切られた丸太で素朴に作られた安楽椅子と、木製のランプスタンドのみである。また、アスブリーによって使用されていたと信じられている教会の主祭壇が保存されている。

## 保存
レホボス教会は森林から切り出された丸太で建てられており、自然に朽ちていった。1927年に修復活動が始まり、建築物全体が修復された。修復作業は継続的に行われ、1930年には元々の屋根はそのままに、大きなブリキの屋根が建造物を覆う丈夫な小屋となった。これ以降、メソジスト教会歴史協会に認識されるようになり、憲法施行前のアメリカ合衆国で建てられたもっとも西方に残された教会であり、ウェストバージニア州で他にない教会であるため、全国を代表するメソジスト聖堂のようにも呼ばれた。1960年代初頭まで教会堂はまだ丈夫な状態であり、定期的に礼拝に用いられていた。1974年12月31日、アメリカ合衆国国家歴史登録財に指定された。今日では、小さな博物館が教会近くに建てられている。